# Equity feminism
Equity feminism, in italiano tradotto come femminismo dell'equità, è una corrente di femminismo liberale che predica un trattamento equo di uomini e donne in campo sociale e lavorativo, promuovendo l'eliminazione delle forme di disuguaglianza di matrice sessista operate da istituzioni scolastiche e religiose, sul posto di lavoro e in altri ambiti della società. Questo concetto, teorizzato a partire dagli anni 1980, è classificato come una forma di femminismo basata sul liberalismo classico e sul libertarismo, in contrasto con il femminismo sociale, il femminismo della differenza (compreso il femminismo di genere, suo sottotipo) e il femminismo dell'uguaglianza.

## Storia
Il termine è stato coniato da Christina Hoff Sommers nel suo libro Who Stole Feminism? edito da Simon & Schuster, nel 1994, che si oppone al termine gender feminism che lei usa per descrivere l'idea della teorie femministe accademiche e dei movimenti femministi che mirano all'abolizione totale dei ruoli di genere e della struttura della società che loro considerano ancora dominata da strutture patriarcali. Hoff Sommers considera gender feminism come ginocentrismo e misandria che lei crede essere pervasivi nei movimenti femministi contemporanei.
Christina Hoff Summers sostiene "Molte donne americane aderiscono filosoficamente al femminismo della "prima ondata" il cui principale obiettivo è l'equità specialmente nella politica e nell'educazione". Anche se lei capisce che la sua visione non è la corrente principale di pensiero nelle accademie o nei movimenti femministi, la considera la corrente principale di pensiero nella popolazione delle donne degli USA.
Le femministe che si identificano con l'equity feminism sono Jean Bethke Elshtain, Elizabeth Fox-Genovese, Noretta Koertge, Donna Laframboise, Mary Lefkowitz, Wendy McElroy, Camille Paglia, Daphne Patai, Virgina Postrel, Alice Rossi, Sally Satel, Nadine Strossen, Joan Kennedy Taylor, e Cathy Young.